# Свята корова
«Свята корова» («Porca vacca») — італійська кінокомедія 1982 року, знята режисером Паскуале Феста Кампаніле, з Ренато Поццетто і Лаурою Антонеллі у головних ролях.

## Сюжет
Водевільний актор Барбазетті волею долі опиняється на італо-австрійському фронті Першої світової війни, в Альпах, оскільки Італія бореться на боці Антанти, вийшовши з Потрійного союзу в 1915 році.

## У ролях
- Ренато Поццетто: Прімо Баффо
- Лаура Антонеллі: Маріанна
- Альдо Маччоне: Томо Секондо
- Раймон Буссьєр: дядько Нікола
- Консуело Феррара: двоюрідна сестра Томо
- Антоніо Марсіна: австрійський капітан
- Антоніо Орландо: колишній солдат-семінарист
- Джино Перніче: солдат на прізвисько «Професор»
- Енцо Робутті: капітан корабля «Каймані дель П'яве»
- Адріана Руссо: танцівниця берсальєри
- Енніо Антонеллі: капрал, який хоче зібрати пайку
- Діно Кассіо: капрал на вантажівці
- Дует ді П'ядена: солдати, що грають на мандоліні та губній гармошці
- Ернесто Колі: капітан
- Мауріціо Маттіолі: поранений, який ґвалтує медсестру
- Коррадо Ольмі: полковник медичної служби
- Раймон Пеллегрен: генерал
- Лучо Саліс: сардинський солдат
- Массімо Сарк'єллі: маршал, який показує кулі Прімо Баффо
- Тоні Уччі: римський солдат

## Знімальна група
- Режисер: Паскуале Феста Кампаніле
- Ідея: Паскуале Феста Кампаніле, Марчелло Коша
- Сценарій: Массімо Де Ріта
- Продюсер: Акілле Манзотті
- Оператор: Альфіо Контіні
- Монтаж: Амедео Сальфа
- Композитор: Ріц Ортолані
- Художники: Гуальтьєро Капрара, Гвідо Джосія
- Костюми: Уго Періколі, Лука Сабателлі